# Die Zehn Gebote (1923)
Die zehn Gebote (Originaltitel: The Ten Commandments) ist ein US-amerikanischer Monumentalfilm von Cecil B. DeMille aus dem Jahr 1923. Einige Szenen dieses Stummfilms wurden in einer frühen Form von Technicolor gedreht.

## Entstehung
In der vom Jazz geprägten Ära der Jahre um 1920 begann das Publikum sein Interesse weg von Liebesfilmen auf moralisierende Filme zu richten. Die Los Angeles Times organisierte daher eine Umfrage, in der gefragt wurde, welchen Film von DeMille man im Kino sehen wolle. Der größte Teil der Leser entschied sich für einen Film mit historisch-religiöser Thematik, konkret acht Personen schlugen, unabhängig voneinander, Die Zehn Gebote vor.

## Handlung
Die Geschichte um Mose nimmt zu Beginn etwa zwei Fünftel des Films ein. Geschildert wird der von Moses geleitete Auszug der Juden aus Ägypten. Bei der Anbetung des Goldenen Kalbs erfolgt ein Wechsel in die Gegenwart. Zwei Brüder werden einander gegenübergestellt. Der eine hält sich an die Lehren der Mutter, befolgt die Zehn Gebote und wird ein armer Zimmermann. Der andere bricht jedes einzelne und ist zwar vorübergehend als Bauunternehmer sehr erfolgreich, aber im Endeffekt dem Untergang geweiht. Auch Mutter und Zimmermann werden einander gegenüberstellt. Während die Mutter strenge Gottesfurcht und alttestamentliche Folgsamkeit betont, verfolgt der Sohn eher den Weg des liebenden und vergebenden Gottes. Der Film lässt die Interpretation des Sohnes als bessere Alternative erscheinen.

## Drehorte
Der Exodus wurde in den Nipomo-Dünen im San Luis Obispo County gedreht. Heute befindet sich dort eine archäologische Grabungsstätte. Nach den Dreharbeiten wurden die bis zu 33 Meter hohen Kulissen gesprengt und im Sand begraben. Über die Jahre hinweg wurden sie aber vom Wind wieder freigelegt. Teile der in der Gegenwart spielenden Szenen wurden in San Francisco gedreht. Die Szene, in der Mose das Rote Meer teilt, wurde in Seal Beach gedreht.
1987 brachte Paramount den Film auf VHS heraus.

## Neuverfilmungen
1956 führte DeMille bei einer zweiten, erweiterten Version der Bibelgeschichte Regie. Bei dieser wurde auf die in der Gegenwart angesiedelte Handlung verzichtet und die frühen Jahre Moses ausführlicher behandelt.

## Fernsehfilme
2006 wurde das Leben von Moses neuerlich unter oben genanntem Titel verfilmt. Diese Version von 2006 ist ein Fernsehzweiteiler von Regisseur Robert Dornhelm und spielt ebenfalls nur in vorchristlicher Zeit.